# Liste der Naturdenkmale im Amt Darß/Fischland
Die Liste der Naturdenkmale im Amt Darß/Fischland nennt die Naturdenkmale im Amt Darß/Fischland im Landkreis Vorpommern-Rügen in Mecklenburg-Vorpommern.

## Ahrenshoop
| Bild                          | Nr.        | Bezeichnung                                   | Standort                                                 | Beschreibung | Schutzzweck | Verordnung                                                                    |
| ----------------------------- | ---------- | --------------------------------------------- | -------------------------------------------------------- | --- | ----------- | ----------------------------------------------------------------------------- |
| BW                            | 2/1        | Wildbirne                                     | Ahrenshoop, Dorfstraße (54° 23′ 4,3″ N, 12° 25′ 35,4″ O) | |             |                                                                               |
| mehr Fotos \| Fotos hochladen | fnd_vr_004 | Hohes Ufer zwischen Niehäger Weg und Althagen | (54° 22′ 6,2″ N, 12° 24′ 5,4″ O)                         | Erste Festsetzung 1975, besondere geologische Bildung. Seit 2004 FFH-Gebiet „Hohes Ufer zwischen Ahrenshoop und Wustrow“. |             | Beschluss des Rates des Kreises Ribnitz-Damgarten Nr. 84-17/75 vom 17.07.1975 |

## Born a. Darß
In diesem Ort sind keine Naturdenkmale bekannt.

## Dierhagen
| Bild | Nr.        | Bezeichnung                           | Standort                           | Beschreibung                                                        | Schutzzweck | Verordnung                                                                    |
| ---- | ---------- | ------------------------------------- | ---------------------------------- | ------------------------------------------------------------------- | ----------- | ----------------------------------------------------------------------------- |
| BW   | fnd_vr_002 | Baumgruppe, Revier Neuheide Abtl. 16a | (54° 15′ 48,6″ N, 12° 17′ 57,1″ O) | Erste Festsetzung 1975, wesentlicher Grund der Ausweisung unbekannt |             | Beschluss des Rates des Kreises Ribnitz-Damgarten Nr. 84-17/75 vom 17.07.1975 |

## Prerow
| Bild            | Nr.        | Bezeichnung                                                         | Standort                                                         | Beschreibung                                                        | Schutzzweck | Verordnung                                                                    |
| --------------- | ---------- | ------------------------------------------------------------------- | ---------------------------------------------------------------- | ------------------------------------------------------------------- | ----------- | ----------------------------------------------------------------------------- |
| BW              | 68/1       | Stieleiche                                                          | Waldstraße 45 (54° 26′ 51,7″ N, 12° 33′ 37,8″ O)                 |                                                                     |             |                                                                               |
| BW              | 8/2        | Stieleiche                                                          | Waldstraße 44 (54° 26′ 50,6″ N, 12° 33′ 36,6″ O)                 |                                                                     |             |                                                                               |
| BW              | 68/3       | Stieleiche                                                          | Waldstraße 46 (54° 26′ 50,5″ N, 12° 33′ 32,8″ O)                 |                                                                     |             |                                                                               |
| BW              | 68/4       | Stieleiche                                                          | Hülsenstraße 15 (54° 26′ 48,6″ N, 12° 33′ 33,5″ O)               |                                                                     |             |                                                                               |
| BW              | 68/5       | Sumpfzypresse                                                       | Hülsenstraße 15 (54° 26′ 49,4″ N, 12° 33′ 33,6″ O)               |                                                                     |             |                                                                               |
| BW              | 68/2       | Stieleiche                                                          | Hülsenstraße 13 (54° 26′ 49,2″ N, 12° 33′ 34,8″ O)               |                                                                     |             |                                                                               |
| BW              | 68/7       | Eibe                                                                | Waldstraße 62 (54° 26′ 50,7″ N, 12° 33′ 20,8″ O)                 |                                                                     |             |                                                                               |
| BW              | 68/8       | Eibe                                                                | Waldstraße 62a (54° 26′ 50,6″ N, 12° 33′ 19″ O)                  |                                                                     |             |                                                                               |
| BW              | 68/9       | Stieleiche                                                          | Waldstraße 66 (54° 26′ 50,3″ N, 12° 33′ 12″ O)                   |                                                                     |             |                                                                               |
| BW              | 68/10      | Stieleiche                                                          | Krabbenort 2 (54° 26′ 46,3″ N, 12° 33′ 37,4″ O)                  |                                                                     |             |                                                                               |
| BW              | 68/11      | Gemeine Esche                                                       | Buchenstraße 24 (54° 26′ 43″ N, 12° 33′ 27,3″ O)                 |                                                                     |             |                                                                               |
| BW              | 68/12      | Eibe                                                                | Buchenstraße 24b (54° 26′ 41,2″ N, 12° 33′ 26,3″ O)              |                                                                     |             |                                                                               |
| BW              | 68/13      | Gemeine Esche                                                       | Grüne Straße 20 (54° 26′ 40,9″ N, 12° 34′ 2,1″ O)                |                                                                     |             |                                                                               |
| BW              | 68/14      | Eibe                                                                | Grüne Straße 20 (54° 26′ 35,2″ N, 12° 33′ 43,2″ O)               |                                                                     |             |                                                                               |
| BW              | 68/15      | Eibe                                                                | Grüne Straße 22a (54° 26′ 35,5″ N, 12° 33′ 40,9″ O)              |                                                                     |             |                                                                               |
| BW              | 68/16      | Stieleiche                                                          | Grüne Straße 23 (54° 26′ 36,4″ N, 12° 33′ 38,2″ O)               |                                                                     |             |                                                                               |
| BW              | 68/17      | Ilex                                                                | Grüne Straße 53A (54° 26′ 31,1″ N, 12° 32′ 48,5″ O)              |                                                                     |             |                                                                               |
| BW              | 68/18      | Eibe                                                                | Kirchenort (54° 26′ 52,2″ N, 12° 35′ 2,6″ O)                     |                                                                     |             |                                                                               |
| BW              | 68/19      | Stieleiche                                                          | Krabbenort 2 (54° 26′ 45,6″ N, 12° 35′ 27,7″ O)                  |                                                                     |             |                                                                               |
| BW              | 68/24      | Sumpfzypresse                                                       | Waldstraße 50 (54° 26′ 50,2″ N, 12° 33′ 29,2″ O)                 |                                                                     |             |                                                                               |
| BW              | 68/25      | Stieleiche                                                          | Waldstraße 50 (54° 26′ 50,7″ N, 12° 33′ 31,2″ O)                 |                                                                     |             |                                                                               |
| BW              | 68/26      | Stieleiche                                                          | Waldstraße 50 (54° 26′ 50,8″ N, 12° 33′ 29,8″ O)                 |                                                                     |             |                                                                               |
| BW              | 68/27      | Eibe                                                                | Waldstraße 64a (54° 26′ 50,7″ N, 12° 33′ 15,8″ O)                |                                                                     |             |                                                                               |
| BW              | 68/28      | Eibe                                                                | Waldstraße 64a (54° 26′ 50,5″ N, 12° 33′ 16,4″ O)                |                                                                     |             |                                                                               |
| BW              | 68/29      | Lebensbaum                                                          | Waldsiedlungsweg 2 (54° 26′ 58,4″ N, 12° 33′ 33,3″ O)            |                                                                     |             |                                                                               |
| BW              | 68/30      | Lebensbaum                                                          | Waldsiedlungsweg 4 (54° 26′ 58,3″ N, 12° 33′ 32,6″ O)            |                                                                     |             |                                                                               |
| Fotos hochladen | 68/31      | Stieleiche                                                          | Waldstraße 50 (54° 26′ 49,7″ N, 12° 33′ 30″ O)                   |                                                                     |             |                                                                               |
| BW              | 13/1       | Lebensbaum                                                          | Schmiedeberge, Alte Försterei (54° 26′ 12,7″ N, 12° 33′ 46,2″ O) |                                                                     |             |                                                                               |
| BW              | fnd_vr_006 | Prerowstrom und Außendeichswiesen zwischen Hohe Düne und Krabbenort | (54° 26′ 52,8″ N, 12° 35′ 43,1″ O)                               | Erste Festsetzung 1975, wesentlicher Grund der Ausweisung unbekannt |             | Beschluss des Rates des Kreises Ribnitz-Damgarten Nr. 84-17/75 vom 17.07.1975 |

## Wieck a. Darß
In diesem Ort sind keine Naturdenkmale bekannt.

## Wustrow
In diesem Ort sind keine Naturdenkmale bekannt.